# Деревянные церкви исторической области Марамуреш

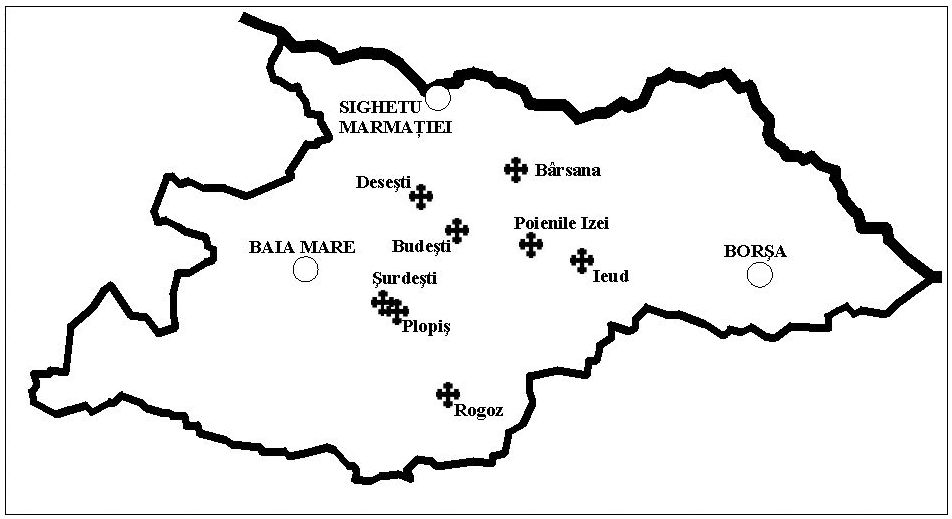
Расположение церквей, включённых в список Всемирного наследия

Деревянные церкви исторической области Марамуреш — объект Всемирного наследия ЮНЕСКО, объединяющий восемь деревянных церквей, расположенных в исторической области Марамуреш в Карпатах в Румынии. Все эти церкви православные, и все были построены в XVII и XVIII веках, но они несколько различаются архитектурным стилем и дают представление о традициях деревянного зодчества в Южных  Карпатах. Для всех церквей характерны высокие колокольни с западной стороны.
В Марамуреше существовала и существует непрерывная традиция деревянной архитектуры как минимум с XVIII века. Строительство велось из брёвен. В настоящее время в румынской части Марамуреша сохранились 42 деревянные церкви, около трети из числа построенных в XVII—XVIII веках.
В объект включены:
- Церковь святого Николая в Будешти (Будешти, 1643)
- Церковь в Бырсане (Бырсана, 1711)
- Церковь святой Параскевы в Десешти (Десешти, 1770)
- Церковь в Еуд Деал (Еуд, XVIII век)
- Церковь в Поениле Изей (Поениле Изей, 1604)
- Церковь архангелов Михаила и Гавриила в Плопише (Плопиш, 1796/1798)
- Церковь архангелов Михаила и Гавриила в Рогозе (Рогоз, 1663)
- Церковь святых Архангелов в Шурдешти (Шурдешти, 1766)

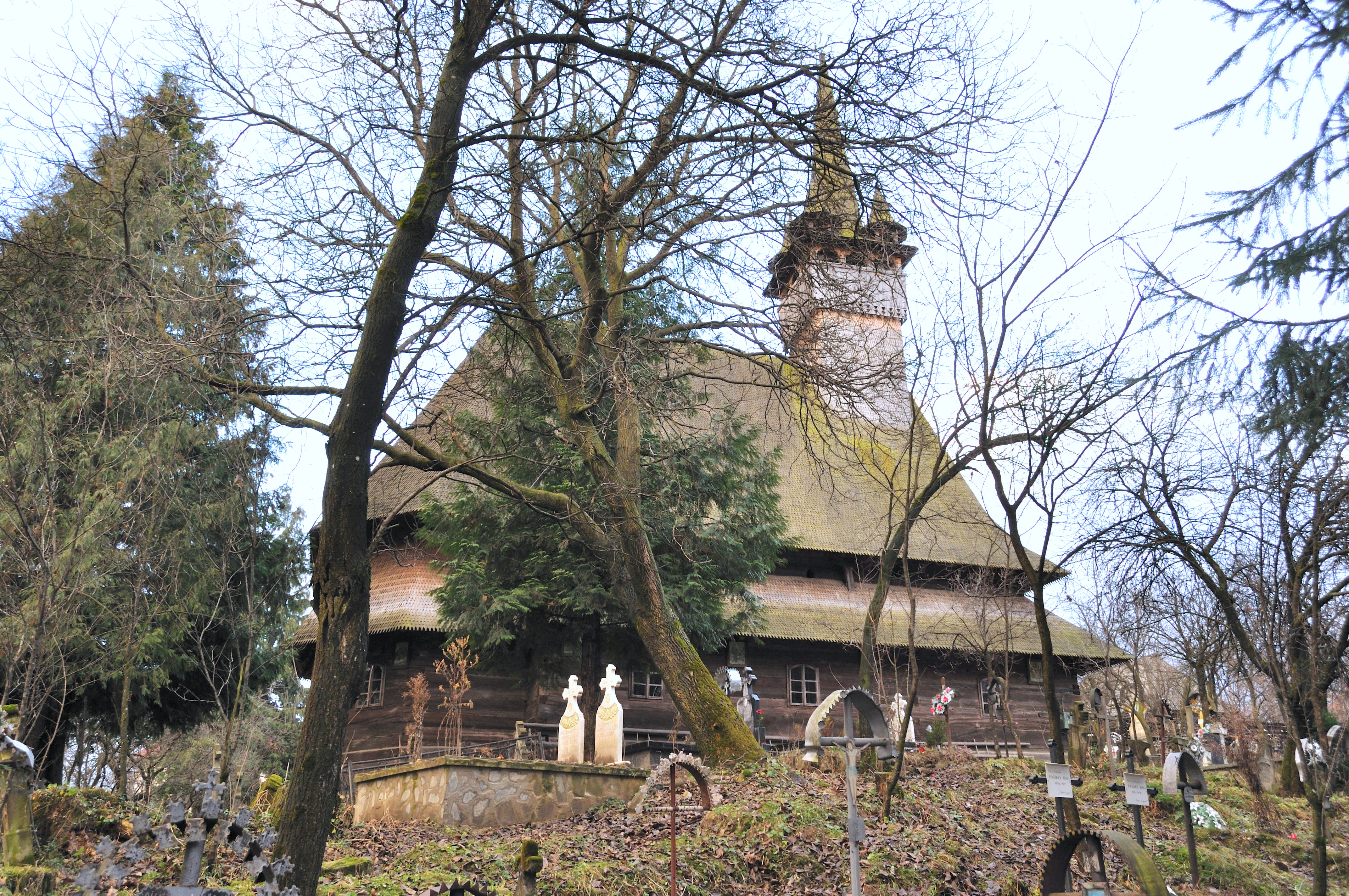
Церковь в с. Будешти
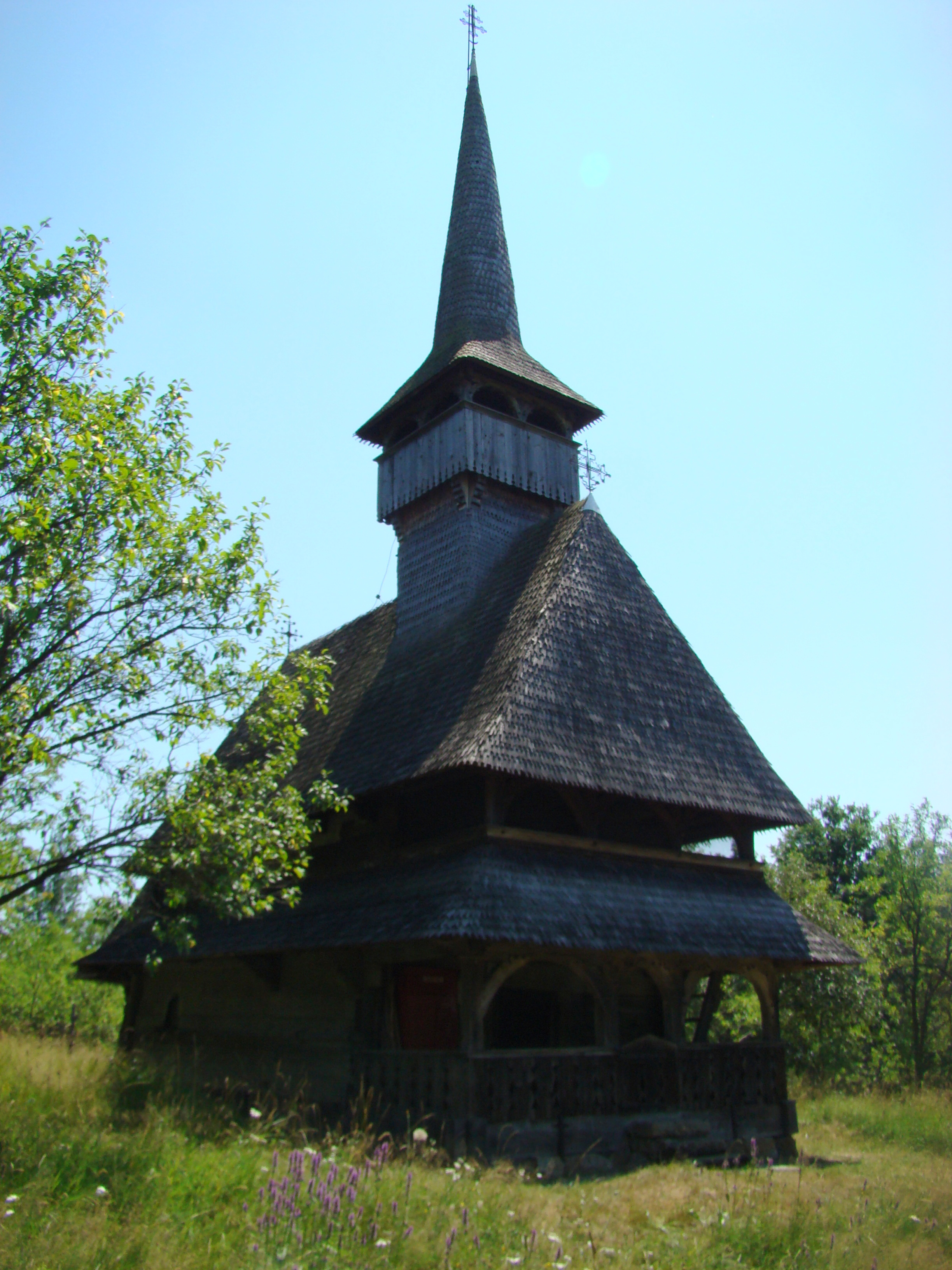
Церковь в с. Бырсана
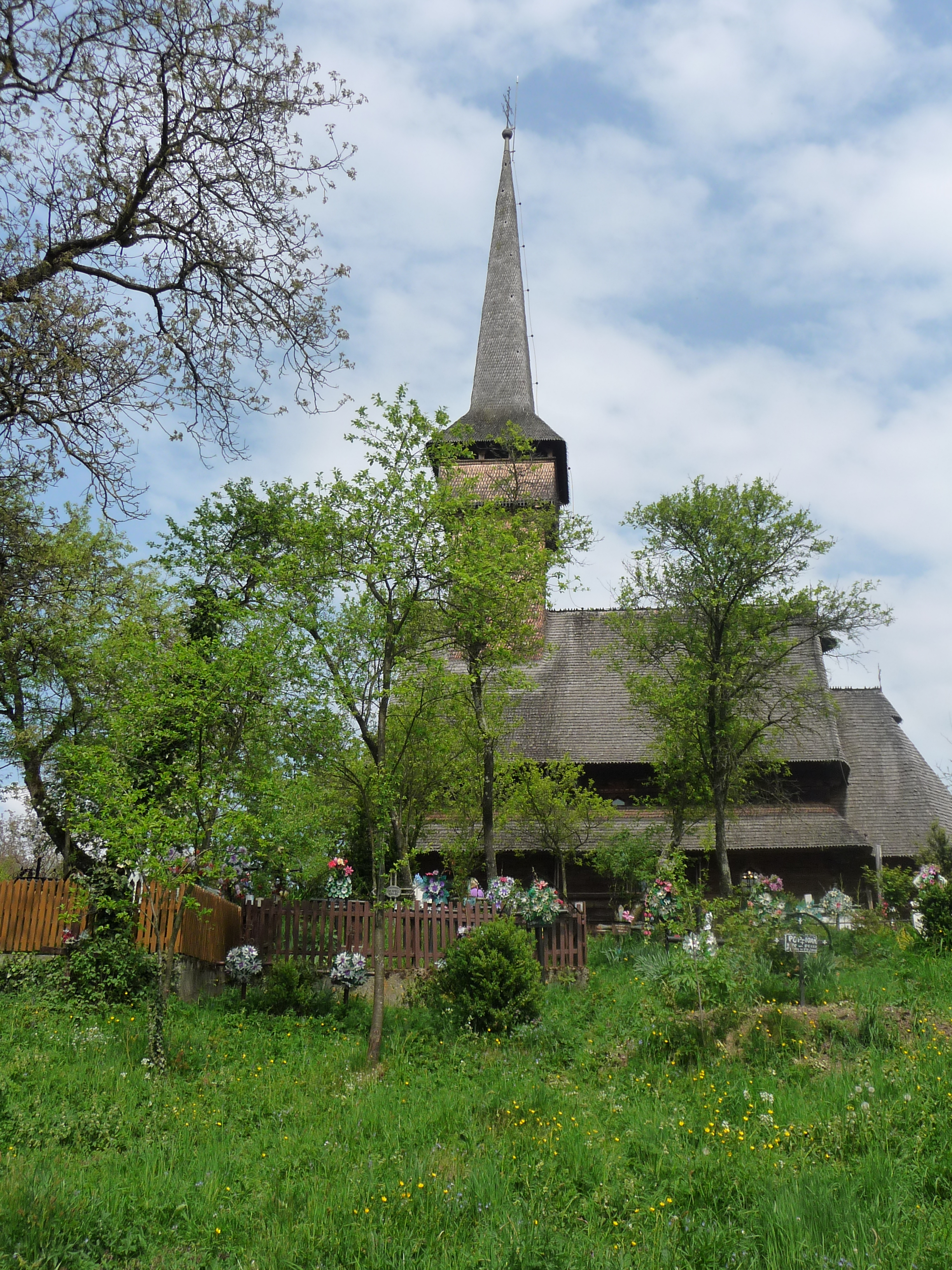
Церковь в с. Десешти
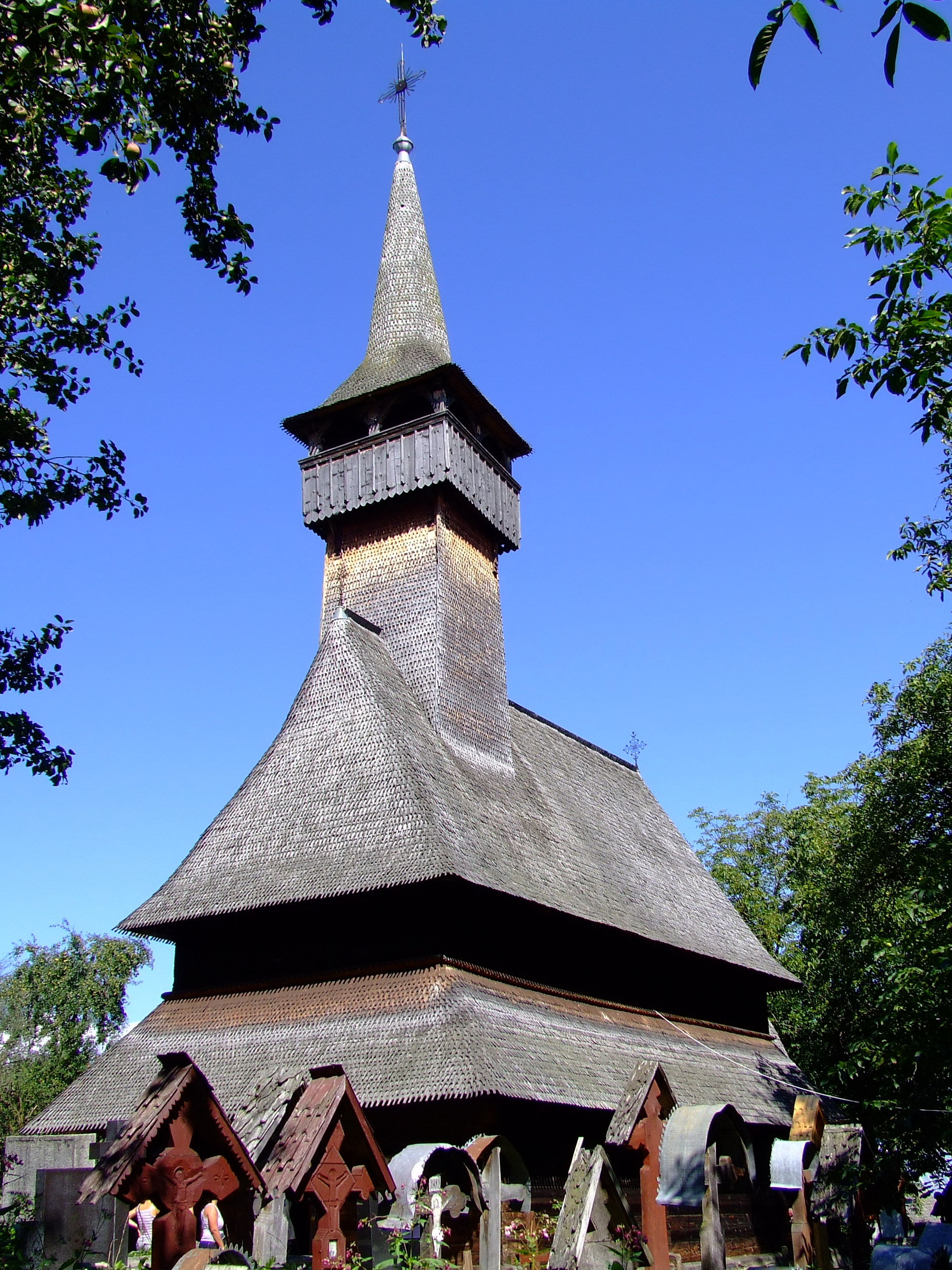
Церковь в с. Еуд
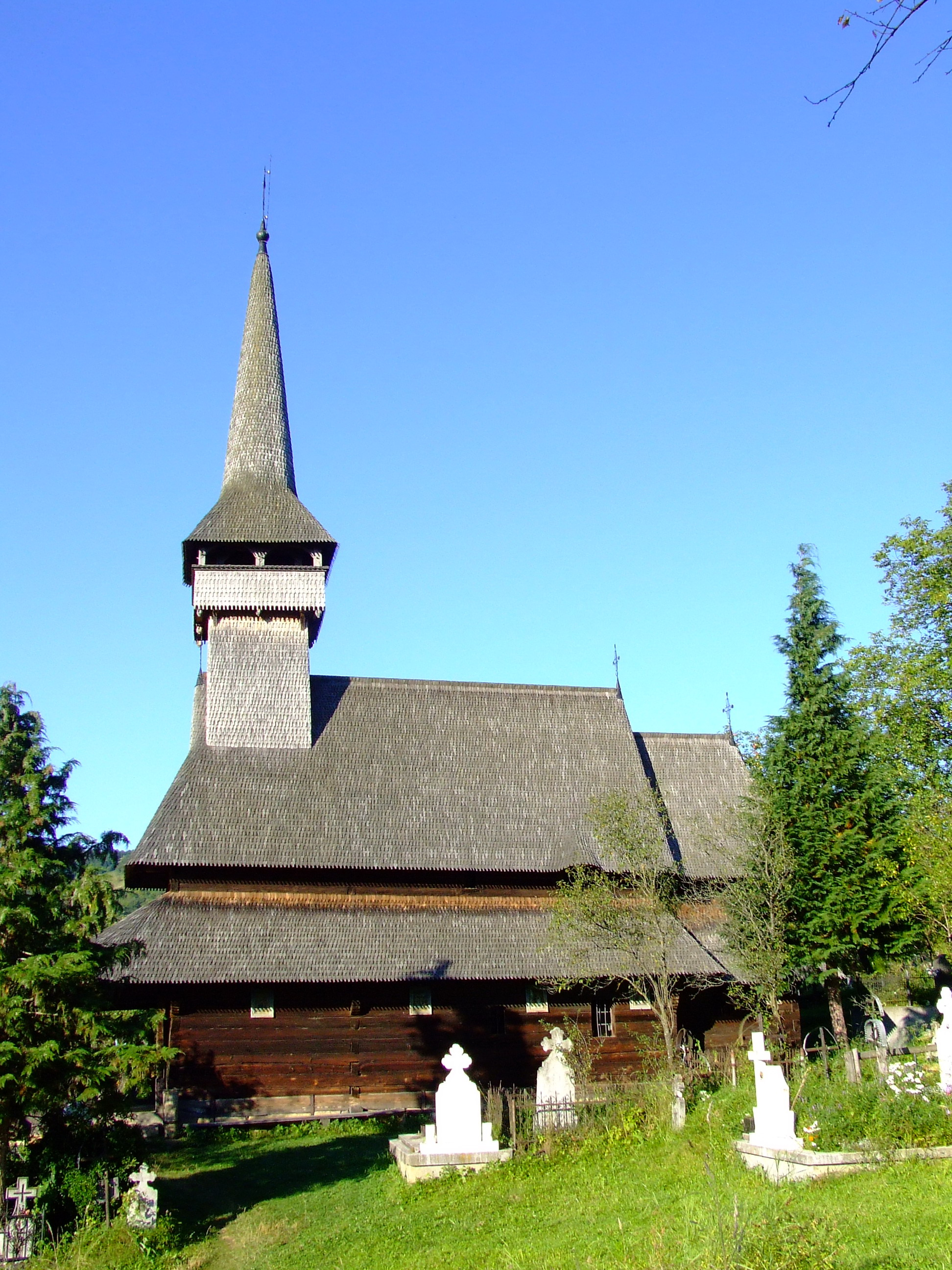
Церковь в с. Поениле Изей
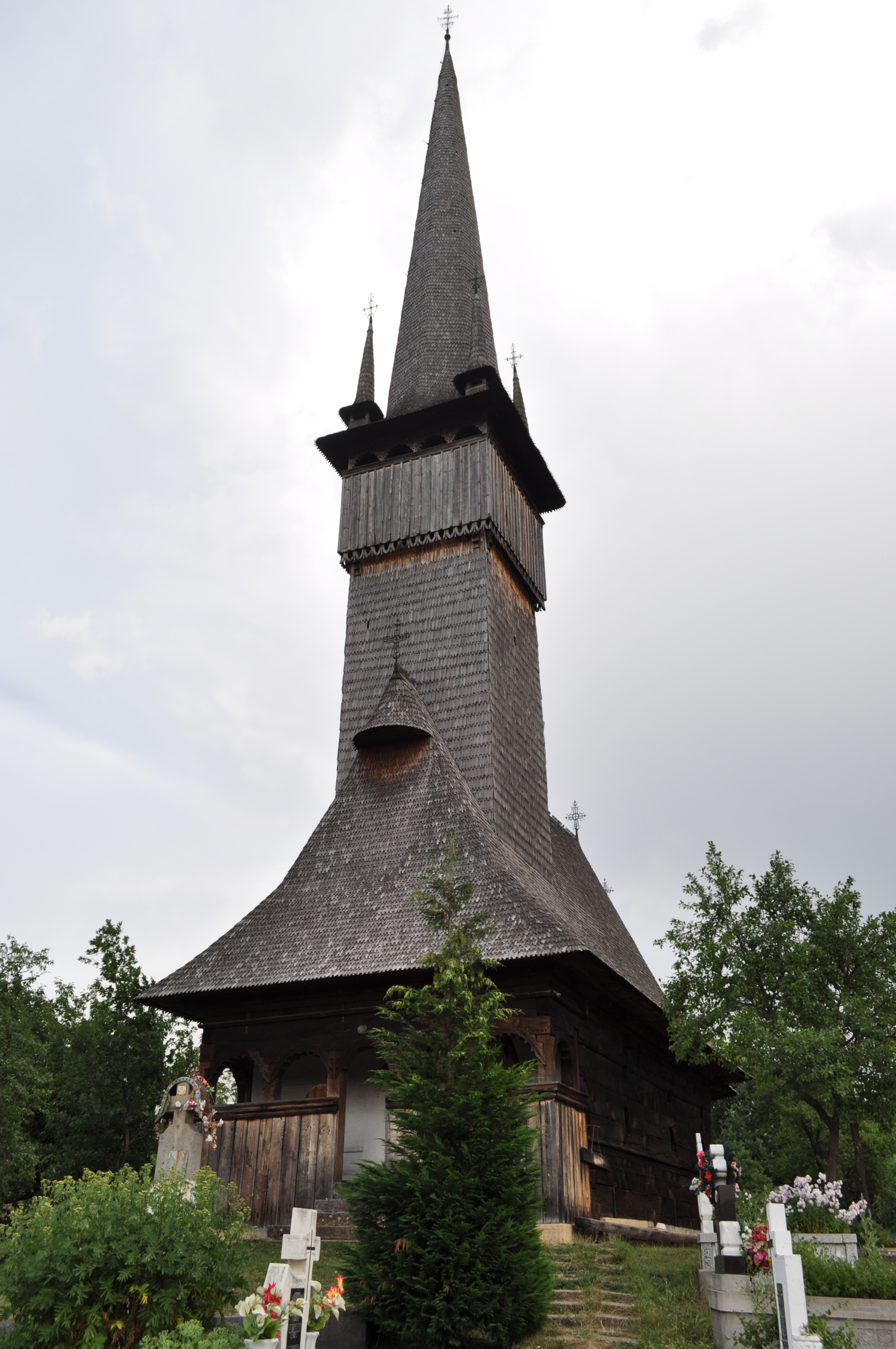
Церковь в с. Плопиш
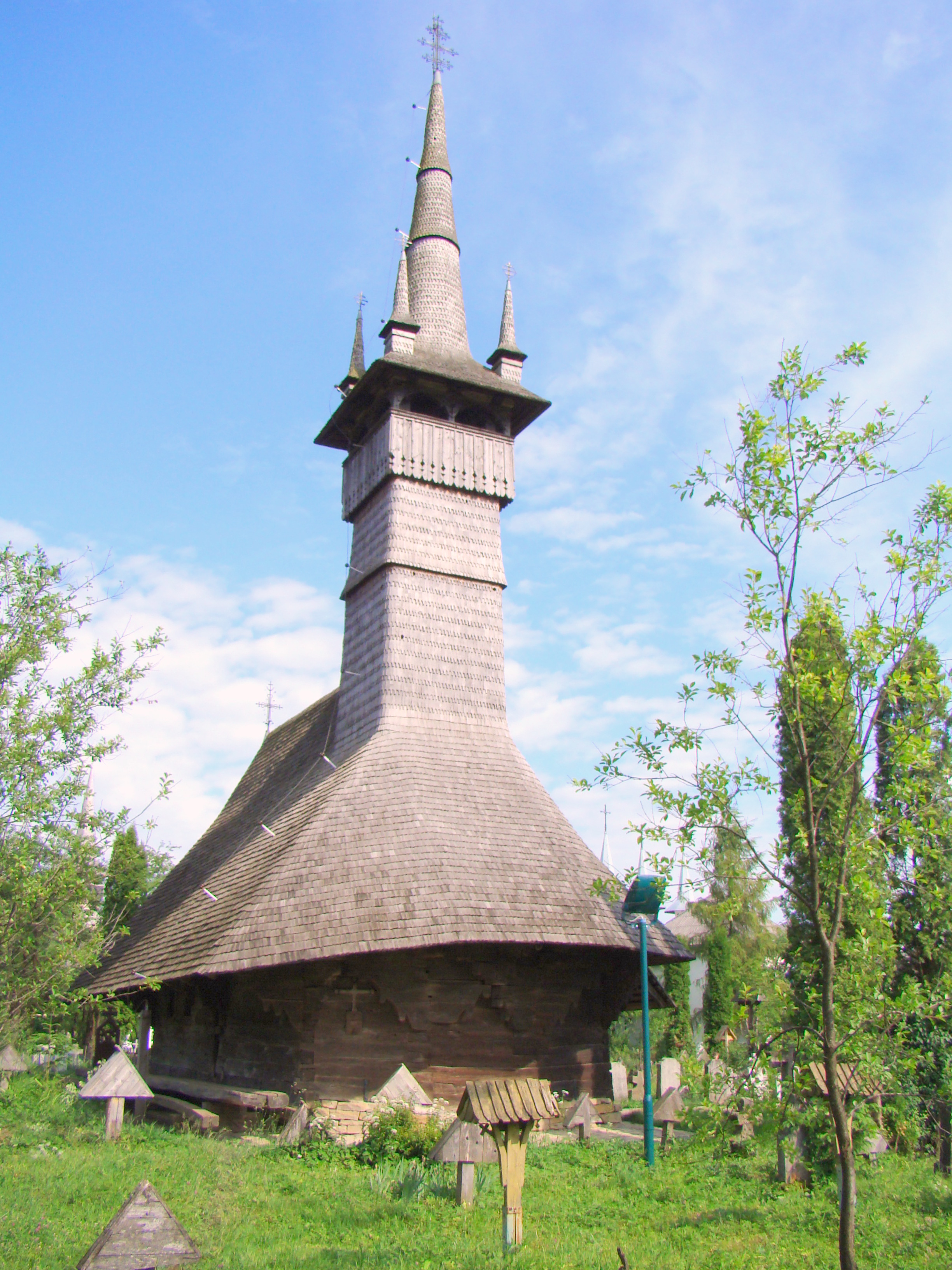
Церковь в с. Рогоз
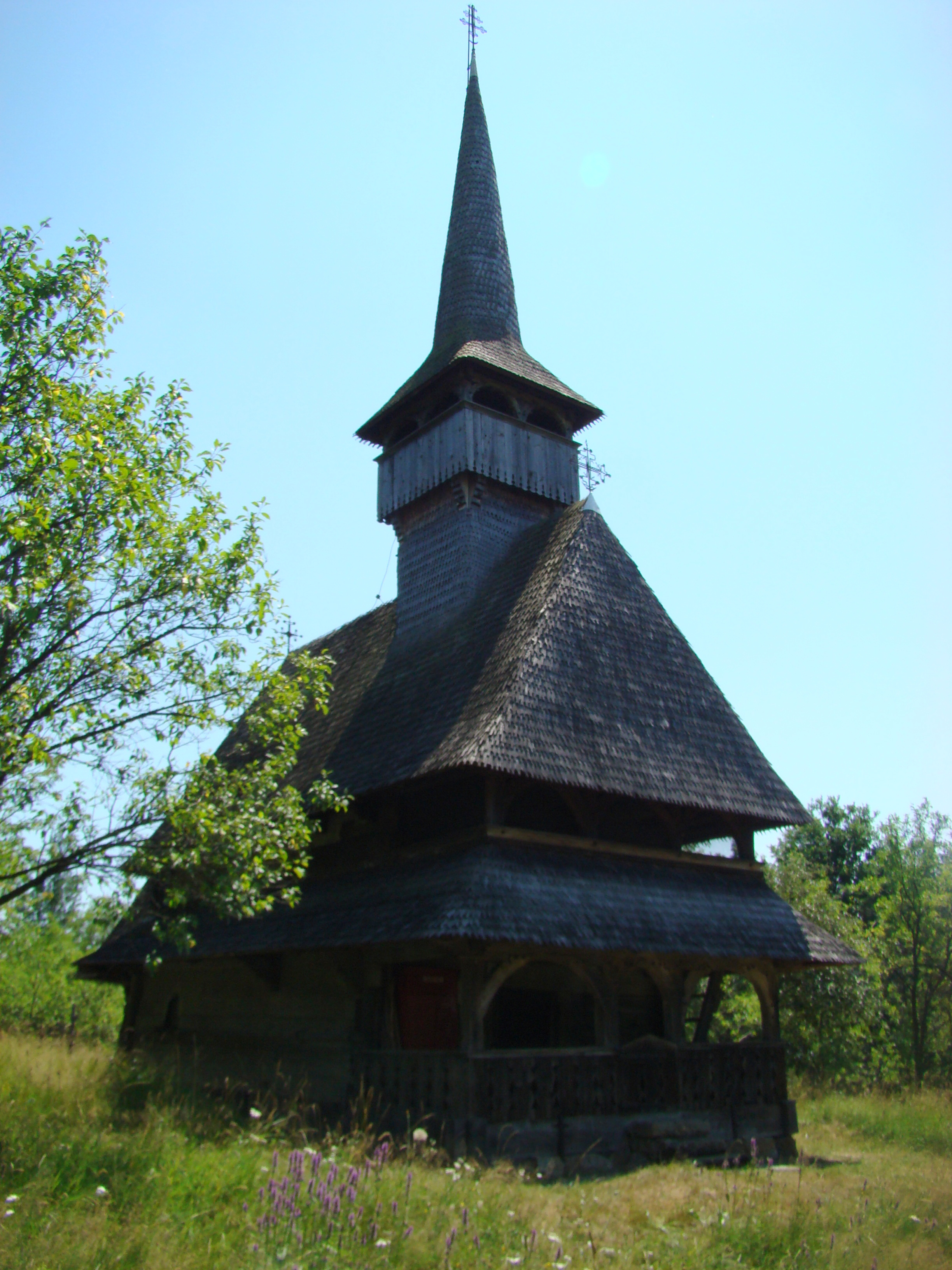
Церковь в с. Шурдешти